# Etiopien i olympiska sommarspelen 1996
Etiopien deltog i de olympiska sommarspelen 1996 med en trupp bestående av 18 deltagare, som tog 3 medaljer.

## Medaljer

### Guld
- Haile Gebrselassie - Friidrott, 10 000 meter
- Fatuma Roba - Friidrott, Maraton

### Brons
- Gete Wami - Friidrott, 10 000 meter

## Boxning
| Idrottare          | Gren            | Sextondelsfinal       | Åttondelsfinal         | Kvartsfinal          | Semifinal            | Final                |
| Idrottare          | Gren            | Motståndare Resultat  | Motståndare Resultat   | Motståndare Resultat | Motståndare Resultat | Motståndare Resultat |
| ------------------ | --------------- | --------------------- | ---------------------- | -------------------- | -------------------- | -------------------- |
| Tebebu Behonegn    | Flugvikt        | Reyes (COL) L 16-2    | Gick inte vidare       | Gick inte vidare     | Gick inte vidare     | Gick inte vidare     |
| Yared Woldemichael | Lätt mellanvikt | Sinette (TRI) W 11-10 | Tulaganov (UZB) L 13-9 | Gick inte vidare     | Gick inte vidare     | Gick inte vidare     |

## Friidrott
Herrar
| Idrottare          | Gren                   | Heat omgång 1 | Heat omgång 1 | Heat omgång 2 | Heat omgång 2 | Semifinal | Semifinal | Final            | Final            |
| Idrottare          | Gren                   | Tid           | Placering     | Tid           | Placering     | Tid       | Placering | Tid              | Placering        |
| ------------------ | ---------------------- | ------------- | ------------- | ------------- | ------------- | --------- | --------- | ---------------- | ---------------- |
| Fita Bayisa        | Herrarnas 5 000 meter  | 13:51.61      | 1 Q           | N/A           | N/A           | 13:30.88  | 7 q       | 13:18.30         | 10               |
| Assefa Mezegebu    | Herrarnas 5 000 meter  | 13:54.89      | 17 Q          | N/A           | N/A           | 14:05.48  | 21        | Gick inte vidare | Gick inte vidare |
| Abraham Assefa     | Herrarnas 10 000 meter | 28:32.24      | 22            | N/A           | N/A           | N/A       | N/A       | Gick inte vidare | Gick inte vidare |
| Worku Bikila       | Herrarnas 10 000 meter | 27:50.57      | 1 Q           | N/A           | N/A           | N/A       | N/A       | 28:59.15         | 17               |
| Haile Gebrselassie | Herrarnas 10 000 meter | 28:14.20      | 11 Q          | N/A           | N/A           | N/A       | N/A       | 27:07.34 OR      |                  |
| Belayneh Dinsamo   | Herrarnas maraton      | N/A           | N/A           | N/A           | N/A           | N/A       | N/A       | Fullföljde inte  | Fullföljde inte  |
| Abebe Mekonnen     | Herrarnas maraton      | N/A           | N/A           | N/A           | N/A           | N/A       | N/A       | 2:29:45          | 81               |
| Tumo Turbo         | Herrarnas maraton      | N/A           | N/A           | N/A           | N/A           | N/A       | N/A       | Fullföljde inte  | Fullföljde inte  |

Damer
| Idrottare      | Gren                  | Heat omgång 1 | Heat omgång 1 | Heat omgång 2 | Heat omgång 2 | Semifinal        | Semifinal        | Final            | Final            |
| Idrottare      | Gren                  | Tid           | Placering     | Tid           | Placering     | Tid              | Placering        | Tid              | Placering        |
| -------------- | --------------------- | ------------- | ------------- | ------------- | ------------- | ---------------- | ---------------- | ---------------- | ---------------- |
| Kutre Dulecha  | Damernas 800 meter    | 2:04.80       | 28            | N/A           | N/A           | Gick inte vidare | Gick inte vidare | Gick inte vidare | Gick inte vidare |
| Kutre Dulecha  | Damernas 1 500 meter  | 4:07.69       | 7 q           | N/A           | N/A           | 4:09.03          | 13               | Gick inte vidare | Gick inte vidare |
| Merima Denboba | Damernas 5 000 meter  | 15:48.35      | 25            | N/A           | N/A           | N/A              | N/A              | Gick inte vidare | Gick inte vidare |
| Ayelech Worku  | Damernas 5 000 meter  | 15:21.59      | 7 Q           | N/A           | N/A           | N/A              | N/A              | 15:28.81         | 12               |
| Luchia Yishak  | Damernas 5 000 meter  | 16:04.29      | 40            | N/A           | N/A           | N/A              | N/A              | Gick inte vidare | Gick inte vidare |
| Berhane Adere  | Damernas 10 000 meter | 32:21.09      | 12 Q          | N/A           | N/A           | N/A              | N/A              | 32:57.35         | 18               |
| Derartu Tulu   | Damernas 10 000 meter | 31:35.90      | 1 Q           | N/A           | N/A           | N/A              | N/A              | 31:10.46         | 4                |
| Gete Wami      | Damernas 10 000 meter | 32:20.92      | 11 Q          | N/A           | N/A           | N/A              | N/A              | 31:06.65         |                  |
| Fatuma Roba    | Damernas maraton      | N/A           | N/A           | N/A           | N/A           | N/A              | N/A              | 2:26:05          |                  |